# Carl von Donop
Grof Carl Emil Ulrich von Donop (1. januar 1732 – 25. oktober 1777) je bil hessijski polkovnik, ki se je boril v ameriški vojni za neodvisnost. Umrl je zaradi ran med bitko pri Red Banku.
Von Donop se je rodil v plemiški družini v Hesse-Kasslu (Nemčija) leta 1732 in je kot mlad vojak služil v sedemletni vojni, na začetku ameriške revolucije pa je prejel poveljstvo nad štirimi bataljoni.
Avgusta 1776 se je izkrcal na Long Islandu, kjer je sodeloval v bitkah pri Brooklyn Heightsu, Harlem Heightsu in White Plainsu. Decembra 1776 je von Donop postal dejanski poveljnik britanskih garnizij v New Jerseyju in je bil odgovoren britanskemu generalmajorju Jamesu Grantu. Pod poveljstvom polkovnika Johanna Ralla v Trentonu je von Donop poskušal začasno premakniti svoje sile v južni New Jersey. V seriji spopadov v okrožju Burlington je von Donop svojo brigado z 2.400 vojaki potegnil v Mount Holly in tam taboril za božič. Polkovnik, ki je bil očitno ranjen in v oskrbi "lepe mlade vdove", se ni premaknil in je bil predaleč, da bi okrepil Ralla, ko je George Washington 26. decembra napadel Trenton.
Von Donop ni bil grajan zaradi svoje nedejavnosti in je nadaljeval služenje v New Jerseyju. Spomladi 1777 je sodeloval v več spopadih, vključno z napadom na Bound Brook 13. aprila. Ko so Britanci oktobra 1777 zavzeli Filadelfijo, je na reki Delaware prišlo do več pomorskih spopadov. Von Donop je upal, da si bo povrnil ugled, ki je bil okrnjen leto prej. Dobil je poveljstvo nad 12.000 vojaki in ukaz, naj vodi napad na Fort Mercer, utrdbo na newjerseyjski strani reke Delaware, nasproti Filadelfije. V bitki pri Red Banku 22. oktobra je von Donop neuspešno vodil tri napade na ameriške utrdbe, kar je povzročilo izgubo več kot 500 mož, vključno z njim samim. Nekaj dni pozneje je umrl zaradi ran in bil pokopan na Rdečem bregu ob reki Delaware, najverjetneje pod današnjo naraščajočo vodo reke.
Po mnogih pričevanjih njegovih sodobnikov je bil von Donop ambiciozen častnik, ki je nameraval ostati v Ameriki tudi po zmagi v vojni. Njegovi podrejeni ga niso marali in mnogi, vključno s stotnikom Johannom Ewaldom, so ga osebno krivili za izgubo Trentona.